# Okonogi Hachirō
Okonogi Hachirō (小此木 八郎 (Tiểu Thử Mộc Bát Lang)  sinh ngày 22 tháng 6 năm 1965) là một chính khách người Nhật Bản của đảng Dân chủ Tự do, đã từng Nghị viên Chúng Nghị viện từ năm 1993 đến năm 2021, đại diện cho khu 3 Kanagawa. Ông từng là thành viên trong nội các Abe lần 3 cải tổ lần 3, nội các Abe lần 4 và nội các Suga trong vai trò Bộ trưởng, Chủ tịch Ủy ban Công an Quốc gia Nhật Bản trong hai giai đoạn 2017-2018 và 2020-2021.